# Miguel Domínguez Estremiana
Miguel Domínguez Estremiana (n. 18 de noviembre de 1988) es un futbolista español que juega en la Sociedad Deportiva Logroñés en España como centrocampista. 

## Trayectoria
Peña Balsamaiso categorías inferiores

## Clubes
| Peña Balsamaiso CD Logroñés | España | 2007-2009       |
| Sociedad Deportiva Logroñés | España | 2009-Actualidad |